# Siegfried Pitschmann

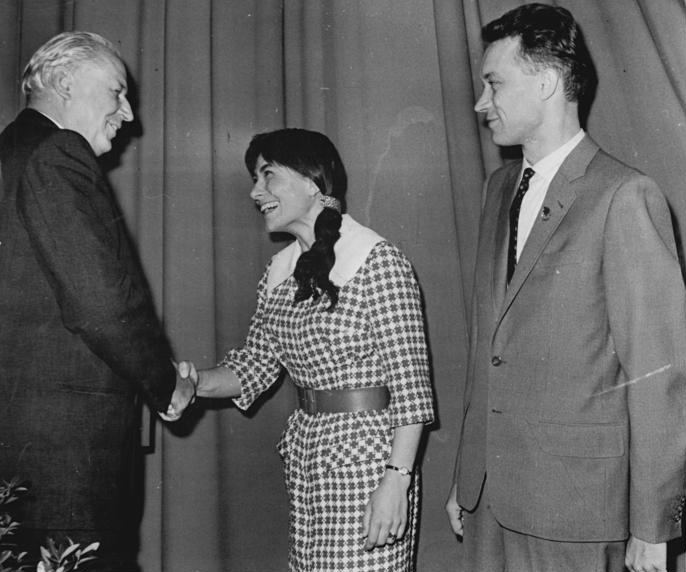
Herbert Warnke (links) verleiht den Kunstpreis des FDGB für Literatur an Brigitte Reimann und Siegfried Pitschmann (1961)

Siegfried Pitschmann (* 12. Januar 1930 in Grünberg in Schlesien, Provinz Niederschlesien; † 29. August 2002 in Suhl, Thüringen) war ein deutscher Schriftsteller.

## Leben
Siegfried Pitschmann war das zweitälteste von sechs Kindern, sein Vater Daniel Pitschmann war Tischlermeister, seine Mutter Lucie stammte aus einer alteingesessenen schlesischen Handwerker- und Lehrerfamilie. Anfang 1945 wurde die Familie mit einem der letzten Flüchtlingszüge, die unversehrt aus Grünberg herauskamen, evakuiert. Zwei Kinder lebten schon nicht mehr. Die Familie landete nach mehr als vierzehntägiger Fahrt in Mühlhausen in Thüringen. Pitschmanns Kindheit war, wie er später sagte, „für immer verloren“.
Pitschmann war gelernter Uhrmacher, bis er 1949 zu schreiben begann. Von 1957 bis 1959 war er Maschinist beim Bau des VEB Kombinat Schwarze Pumpe, seit 1959 freier Schriftsteller. Im Schriftstellererholungsheim „Friedrich Wolf“ in Petzow bei Werder (Havel) am Schwielowsee lernte er 1958 Brigitte Reimann kennen. Von Februar 1959 an bis Oktober 1964 war er ihr zweiter Ehemann. Siegfried Pitschmann lebte und wirkte 1965 bis 1989 in Rostock, später in Suhl.
„Er wird ein paar gute Bücher schreiben, wirkliche Literatur“, schrieb Brigitte Reimann über ihn. Elvis feiert Geburtstag erschien im Jahr 2000 im Aufbau Taschenbuch Verlag. Dieses Buch war nach langer Pause die erste Veröffentlichung von Pitschmann.
Brigitte Reimanns Diktum findet sich bestätigt in Pitschmanns großenteils autobiografischem Roman Erziehung eines Helden von 1959: Ein sich als gescheitert empfindender Pianist begibt sich als Betonarbeiter ins Kombinat Schwarze Pumpe und wird dort in Zwölf-Stunden-Schichten verschlissen. Pitschmann verzichtete darauf, in seinem Roman die Arbeiter des Kombinats als klassenbewusste Lichtgestalten zu schildern. Daraufhin kanzelte Erwin Strittmatter in einer Rede auf der ersten Bitterfelder Konferenz im April 1959 den jungen Kollegen ab, ohne Pitschmanns Namen zu nennen: „Die Menschen, die hier arbeiten, werden als ständig betrunken, geldgierig und ohne moralischen Halt geschildert.“ Demgemäß durfte der Roman in der DDR nicht erscheinen. Pitschmann unternahm einen Selbstmordversuch; das Manuskript blieb unvollendet. 2014 wurde es im Brigitte-Reimann-Literaturhaus in Neubrandenburg entdeckt; 2015 veröffentlicht es der Aisthesis Verlag.
1974 wurde die auf seinem Werk Fünf Versuche über Uwe basierende Verfilmung Leben mit Uwe veröffentlicht.

## Veröffentlichungen
- Ein Mann steht vor der Tür. Hörspiel, mit Brigitte Reimann. Dramaturgie: Gerhard Rentzsch, Regie: Theodor Popp[5]
- Die wunderliche Verlobung eines Karrenmanns. Aufbau Verlag, 1961.
- Sieben Scheffel Salz. Hörspiel, mit Brigitte Reimann. Dramaturgie: Gerhard Rentzsch, Regie: Theodor Popp[6]
- Kontrapunkte. Geschichten und kurze Geschichten. Aufbau Verlag, 1968.
- Männer mit Frauen. Erzählungen. Aufbau Verlag, 1973.
- Der glückliche Zimpel, die Frau und die Flugzeuge. Hörspiel. Dramaturgie: Wolfgang Beck, Regie: Hannelore Solter[7] in: Buch Wochentage – Dreizehn Geschichten, Aufbau-Verlag 1973, S. 85–95.
- Auszug des verlorenen Sohns. Reclam, Leipzig 1982.
- „Und trotzdem haben wir immerzu geträumt davon“: Siegfried Pitschmann über Leben, Lieben und Arbeiten mit Brigitte Reimann Feature von Sabine Ranzinger, MDR/ Der Audio Verlag, 1999, ISBN 3-89813-014-2.
- Elvis feiert Geburtstag. Aufbau Verlag, 2000, ISBN 978-3-7466-1461-8.
- Verlustanzeige. Erinnerungen. postum. Wartburg Verlag, 2004, ISBN 978-3-86160-310-8.
- Kristina Stella (Hrsg.): Wär schön gewesen! Der Briefwechsel zwischen Brigitte Reimann und Siegfried Pitschmann. postum erschienen. Aisthesis-Verlag, Bielefeld 2013, ISBN 978-3-89528-975-0.
- Erziehung eines Helden. Herausgegeben und mit einem Nachwort versehen von Kristina Stella, Aisthesis-Verlag, Bielefeld 2015, ISBN 978-3-8498-1100-6.

## Preise
- 1960 2. Preis in der Nationalen Runde des Internationalen Hörspielpreises der Rundfunkanstalten von Tschechoslowakei, Ungarn, Polen und DDR (zusammen mit Brigitte Reimann) für Ein Mann steht vor der Tür[8]
- 1961 Kunstpreis des FDGB für Literatur (zusammen mit Brigitte Reimann) für die Hörspiele Ein Mann steht vor der Tür und Sieben Scheffel Salz
- 1976 Heinrich-Mann-Preis[9]